# 尾形明子
尾形 明子（おがた　あきこ、1944年 - ）は、日本の文芸評論家、日本近代文学の研究者。近代日本文学、特に自然主義文学と女性文学 - 「女人芸術」「輝ク」の研究が専門。
東京都生まれ。早稲田大学第一文学部卒業。同大学院博士課程満期退学。東京女学館短期大学、東京女学館大学教授を歴任。

## 著書

### 単著
- 『女人芸術の世界 長谷川時雨とその周辺』ドメス出版　1980
- 『女人芸術の人びと』ドメス出版　1981
- 『作品の中の女たち 明治・大正文学を読む』ドメス出版　1984
- 『昭和文学の女たち』ドメス出版　1986
- 『現代文学の女たち』ドメス出版　1988
- 『時代を生きる 文学の中の女性たち』東京電力営業部お客さま相談室　1990　東京電力文庫
- 『「輝ク」の時代 長谷川時雨とその周辺』ドメス出版　1993
- 『田山花袋というカオス』沖積舎、1999
- 『自らを欺かず 泡鳴と清子の愛』筑摩書房　2001
- 『川・文学・風景』大東出版社　2002
- 『華やかな孤独 作家 林芙美子』藤原書店、2012
- 『宇野千代 女性作家評伝シリーズ6』新典社、2014
- 『『女の世界』 大正という時代』藤原書店、2023

### 共編著
- 『フェミニズム繚乱 冬の時代への烽火』永畑道子共編著　社会評論社　1990　思想の海へ「解放と変革」
- 『写真・絵画集成日本の女たち 第2巻「私」を表現する』編　日本図書センター　1996
- 『老いの愉楽 「老人文学」の魅力』長谷川啓共編　東京堂出版　2008
- 『長谷川時雨作品集』編　藤原書店　2009
- 『「新編」日本女性文学全集 第4巻』編 岩淵宏子、長谷川啓監修　菁柿堂 2012
- 飯田祐子、中谷いずみ、笹尾佳代、尾形明子、サラ・フレデリック 著、飯田祐子、中谷いずみ、笹尾佳代 編『女性と闘争―雑誌「女人芸術」と一九三〇年前後の文化生産』青弓社、2019年5月28日。ISBN 978-4787234537。